# Рио Гранде
Рио Гранде или Рио Браво (енгл. Rio Grande, шп. Río Bravo) је река у Северној Америци, дуга 1.896 mi (3.051 km) У Мексику је називају још и Рио Браво. Настаје спајањем више потока на планини Сан Хуан у југозападном делу државе Колорадо у САД, а улива се у Мексички залив. Протиче кроз америчке савезне државе Колорадо, Нови Мексико и Тексас и мексичке савезне државе Чивава, Коавила, Нови Леон и Тамаулипас. Слив Рио Гранда (вододелница) има површину од 182.200 sq mi (472.000 km2); међутим, ендорејски басени који се налазе у близини и унутар ширег слива Рио Гранда повећавају укупну површину дренажног слива на 336.000 sq mi (870.000 km2).
У горњем делу свога тока, кроз државу Колорадо је планинска река, док у средњем и доњем току, кроз Нови Мексико и Тексас, има миран ток. Низводно од града Сијудад Хуареза па све до ушћа, у дужини од 2092 km, је природна граница између Мексика и САД. Пловна је само од града Камарго па до ушћа у дужини од око 250 km, због тога што лети често пресушује. Пловидба на реци са једне на другу обалу, дуж границе, је забрањена. За прелазак из једне у другу државу се користе четири друмска и железничка моста, који уједно представљају и граничне прелазе.Највеће притоке су Рио Кончос, Пекос и Девилс, а већи градови који се налазе на њој су Албукерки, Ел Пасо, Сијудад Хуарез и Ларедо.
Рио Гранде са својом плодном долином, заједно са својим притокама, је витални извор воде за седам америчких и мексичких држава и тече првенствено кроз сушне и полусушне земље. Након што пређе дужину Новог Мексика, Рио Гранде постаје граница између америчке државе Тексас и северних мексичких држава Чивава и Коавила, Нови Леон и Тамаулипас; кратак сегмент Рио Гранда је делимична државна граница између америчких држава Новог Мексика и Тексаса. Од средине двадесетог века, само 20 процената воде Рио Грандеа стиже до Мексичког залива, због велике потрошње воде која је потребна за наводњавање пољопривредног земљишта (нпр. Доња долина Рио Гранде) и за стално хидрирање градова (нпр. Албукерки); таква употреба воде је додатна уз резервоаре воде који се задржавају са одводним бранама. Распон од 260 mi (418 km) реке у Новом Мексику и Тексасу је означен као Дивља и сликовита река Рио Гранде.

## Историја

### Предачки Рио Гранде
Седиментни басени који формирају савремену долину Рио Гранде нису били интегрисани у један речни систем који се одводио у Мексички залив све до релативно недавног геолошког времена. Уместо тога, басени формирани отварањем Рио Гранде пукотине су у почетку били болсони, без спољне дренаже и централне плаје. Аксијална река је постојала у басену Еспанола још пре 13 милиона година, а достигла је басен Санто Доминга пре 6,9 милиона година. Међутим, у то време, река се слила у суво језеро у јужном басену Албукеркија где је одложила формацију Попотоса. Горњи ток ове реке одговарао је савременој Рио Чами, али пре 5 милиона година, Рио Гранде који је исушивао источне планине Сан Хуан придружио се предачкој Рио Чами.

### Пре европског контакта
Археолошка налазишта из најранијег људског присуства у долини Рио Гранда су ретка, због традиционалне домородачке номадске културе, плеистоценског и холоценског усецања реке или сахрањивања испод холоценске поплавне равнице. Међутим, нека рана налазишта су сачувана на Западној Меси на западној страни Рио Гранда у близини Албукеркија. Ово укључује налазишта Фолсом, која вероватно датирају од око 10.800 до 9.700 пре нове ере, која су вероватно била краткорочна места као што су места убијања бизона. Очување је боље у бочним басенима долине Рио Гранде, где су идентификована бројна Фолсом налазишта и много мањи број ранијих локација Кловиса. Касније палео-индијске групе укључивале су културе Белен и Коди, које су изгледа искористиле предност долине Рио Гранде за сезонске миграције и можда су се трајније населиле у долини.
Палео-индијске културе уступиле су место архаичној традицији Ошаре која почиње око 5450. године пре нове ере. Ошара је почела да узгаја кукуруз између 1750. и 750. п. н. е., а њихова насеља су постала већа и трајнија.
Суша је изазвала колапс културе предака Пуебло народа, у кањону Чако и другде широм региона Четири угла, око 1130. године. Ово је довело до масовне миграције древних Пуебла до Рио Гранде и друге плодније долине југозапада, такмичећи се са другим домородачким заједницама као што су Апачи са територијом у долини Рио Гранде. Ово је довело до деценија сукоба (период коалиције), коначног спајања култура и успостављања већине таноанских и кересанских пуеблоса у долини Рио Гранде. Након тога је уследио класични период, од око 1325. не до 1600. и долазак Шпанаца. Горњу долину Рио Гранде су карактерисали повремени периоди екстремне суше, и становници у великој мери користе решеткасте баште и бране да би ублажили несигурно снабдевање водом.